# Eudeve
L’eudeve est une langue uto-aztèque du Sud parlée au Mexique, dans le Nord de l'État de Sonora. La langue, qui fait partie de la branche taracahitique, est connue par des manuscrits de l'époque coloniale. Bien que proche de l'opata, elle en est distincte.
La langue est éteinte.

## Phonologie
Voici l'inventaire des consonnes de l'eudeve reconstitué par David L. Shaul.

### Consonnes
|               |               | Bilabiale | Dentale | Latérale | Palatale | Vélaire | Glottale |
| ------------- | ------------- | --------- | ------- | -------- | -------- | ------- | -------- |
| Occlusives    | Sourdes       | p [p]     | t [t]   |          |          | k [k]   | ʔ [ʔ]    |
| Occlusives    | Sonores       | b [b]     | d [d]   |          |          | g [g]   |          |
| Fricatives    | Fricatives    | v [v]     | s [s]   |          |          |         | h [h]    |
| Affriquées    | Affriquées    |           |         |          | č [tʃ]   |         |          |
| Nasales       | Nasales       | m [m]     | n [n]   |          |          |         |          |
| Liquides      | Liquides      |           | r [r]   | l [l]    |          |         |          |
| Semi-voyelles | Semi-voyelles | w [w]     |         |          |          |         |          |